# Jeskyně Ve štole
Jeskyně Ve štole neboli Třesínská jeskyně, ojediněle též Jeskyně U Robinsona, se nachází na území přírodní památky Třesín v okrese Olomouc ve stejnojmenném kraji. Třesínská jeskyně – jeskyně Ve štole představuje horizontální jeskynní systém, který je prozatím znám ve dvou úrovních, propojených vertikálními spojkami. V podstatě se jedná o izolovaný úsek rozsáhlého jeskynního systému, který probíhá rovnoběžně s podélnou osou třesínského hřbetu ve směru západoseverozápad – východojihovýchod. Poblíž mostu, kterým překlenuje potok Rachavku silnice II/635, vedoucí z Litovle do Loštic, se nacházejí skryté ponory, které přivádějí vodu do dosud neznámých spodních úrovní jeskynního systému pod Třesínem. Tato voda pak odtéká pod masívem Třesína k Řimickým vyvěračkám v údolí Moravy a také ke krasovým pramenům Čerlinka u Litovle.

## Geografie a geologie
Jeskyně Ve štole se nachází na katastrálním území Měník, které administrativně přináleží k obci Bílá Lhota. Vchod do Třesínské jeskyně leží zhruba 1 300 metrů vzdušnou čarou směrem na západ od vstupu do Mladečských jeskyní (národní přírodní památka Třesín). Z geomorfologického hlediska se jeskyně nacházejí na území Bouzovské vrchoviny, která je podcelkem Zábřežské vrchoviny.
Štola, která vede do nitra jeskynního systému, ve své úvodní části prochází sprašemi a svahovými sedimenty. Místy se zde vyskytují sedimenty fluviálního původu (písky a štěrky). Na stěnách a na stropě štoly byly odkryty místy velmi silně zkrasovatělé vápence, v severní části štoly se vyskytují vápence a břidlice.

## Historie
Třesínská jeskyně byla objevena v 60. letech 20. století, kdy do nitra vrchu Třesína byla ražena štola za účelem průzkumu zdejšího ložiska vápence a jeho využití pro výrobu cementu. Ústí štoly se nachází v údolí potoka Rachavky v nadmořské výšce cca 266 m v sousedství hájovny U Robinsona, zhruba 300 metrů jižně od vrcholu Třesína (344,6 m n. m.). Štola byla zpočátku ražena severozápadním směrem v délce cca 200 metrů, po proniknutí do jeskynního systému se obrátila v délce asi 15 metrů k východu a poté bylo vyraženo dalších zhruba 110 metrů v nitru Třesína směrem k severoseverozápadu. Opuštěných podzemních prostor se posléze ujali členové České speleologické společnosti, kteří vyklidili zavalenou přístupovou štolu, zpřístupnili části jeskynního systému a zavedli sem elektrické osvětlení. Ústřední odborná komise pro speleoterapii při České speleologické společnosti zde následně ve spolupráci s Fakultní nemocnicí v Olomouci začala provozovat experimentální speleoterapeutickou léčbu dětí, trpících astmatem. V roce 1992 bylo zřízeno nestátní zdravotnické zařízení pro děti od 3 do 15 let se sídlem ve Vojtěchově. Jeskyně Ve štole je spolu s Císařskou jeskyní poblíž Ostrova u Macochy a štolami ve Zlatých Horách jedním ze tří míst v České republice, kde je praktikována speleoterapie.

## Fotogalerie

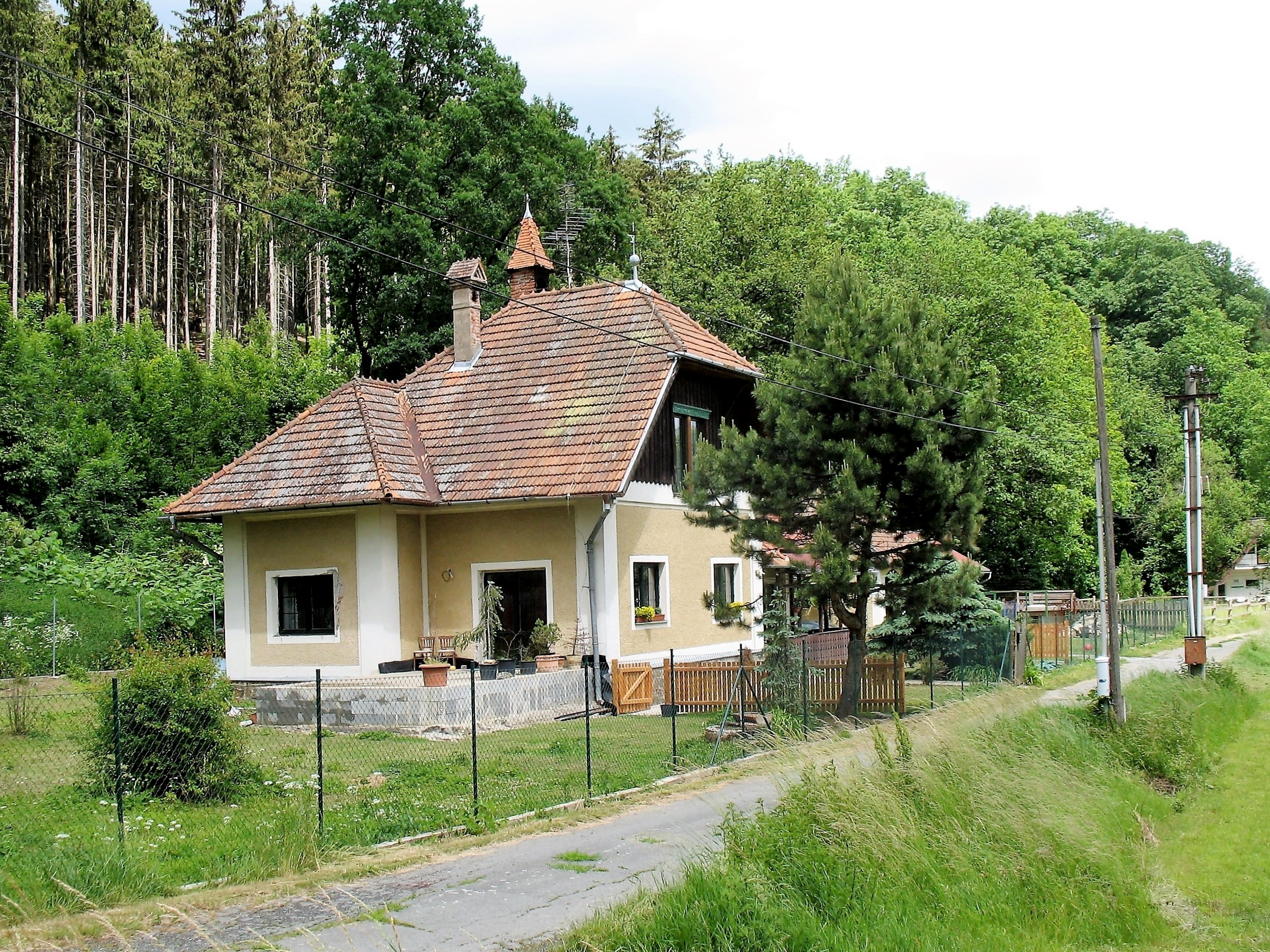
Cesta k jeskyni kolem hájovny
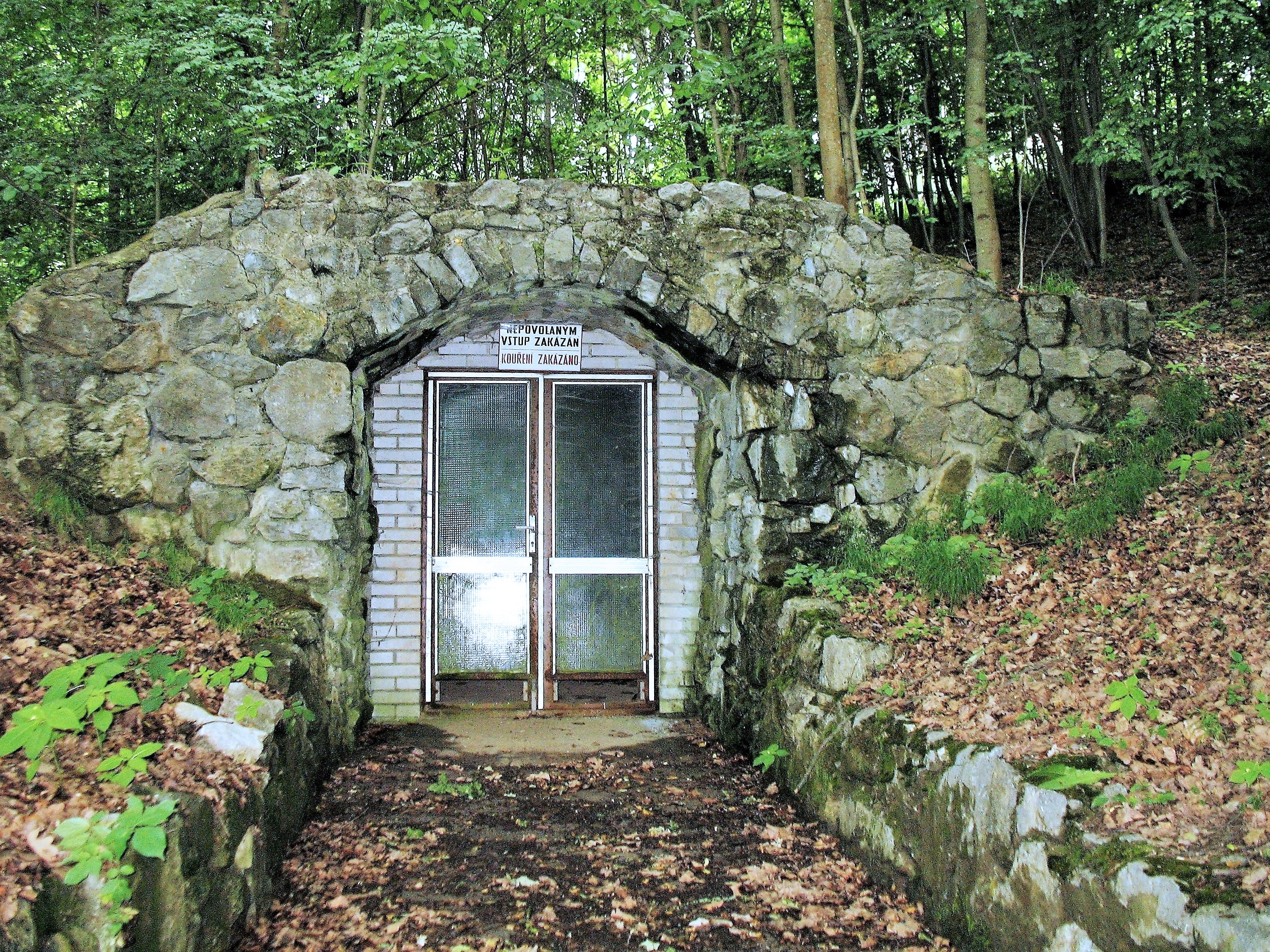
Vstup do štoly a do Třesínské jeskyně
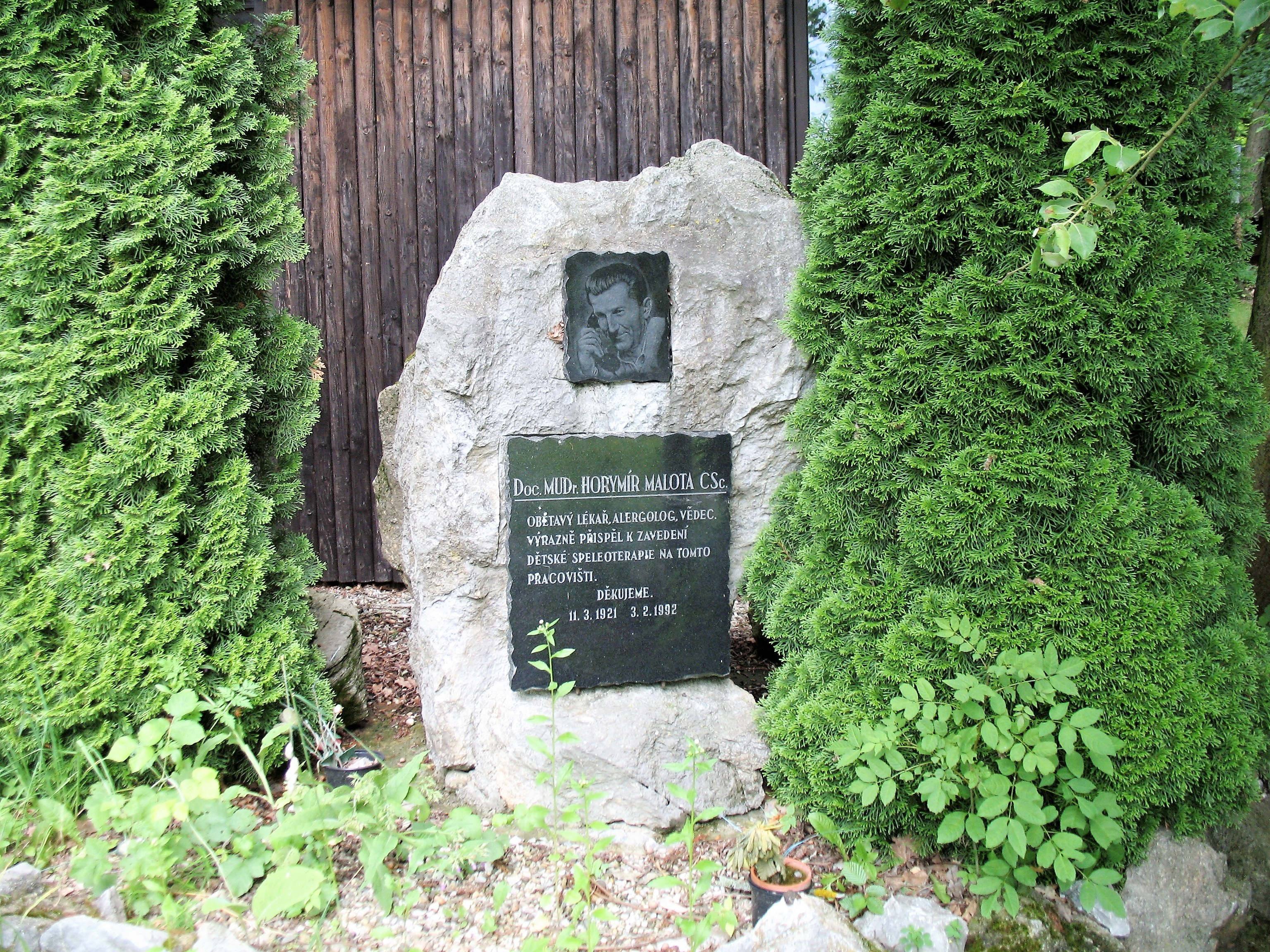
Pomníček zakladateli místní speleoterapie
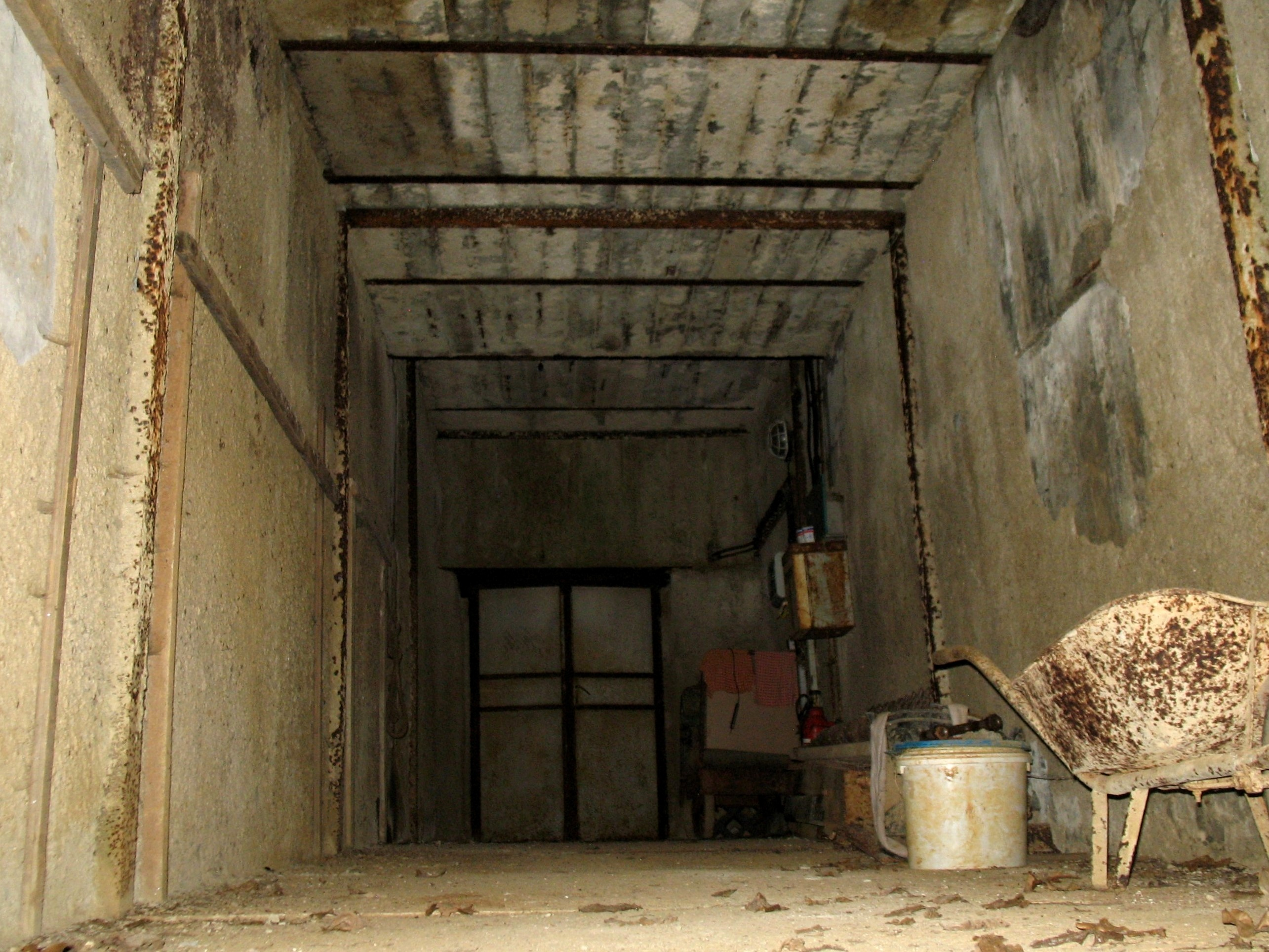
Vstupní část průzkumné štoly
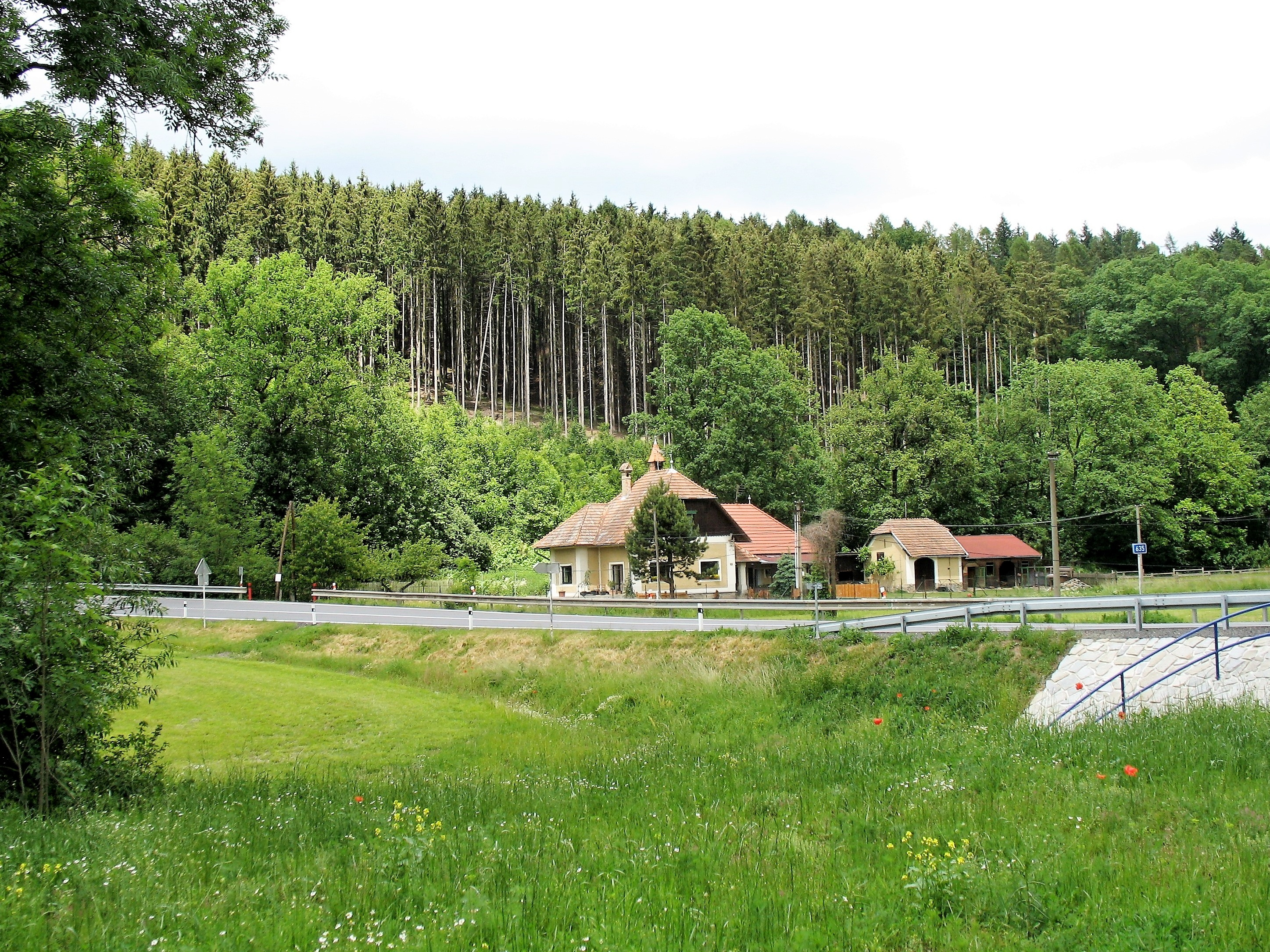
Pohled k silnici II/635 a k hájovně na úpatí Třesína